# Pio Semeghini
Pio Semeghini (Quistello, 31 gennaio 1878 – Verona, 11 marzo 1964) è stato un pittore italiano.

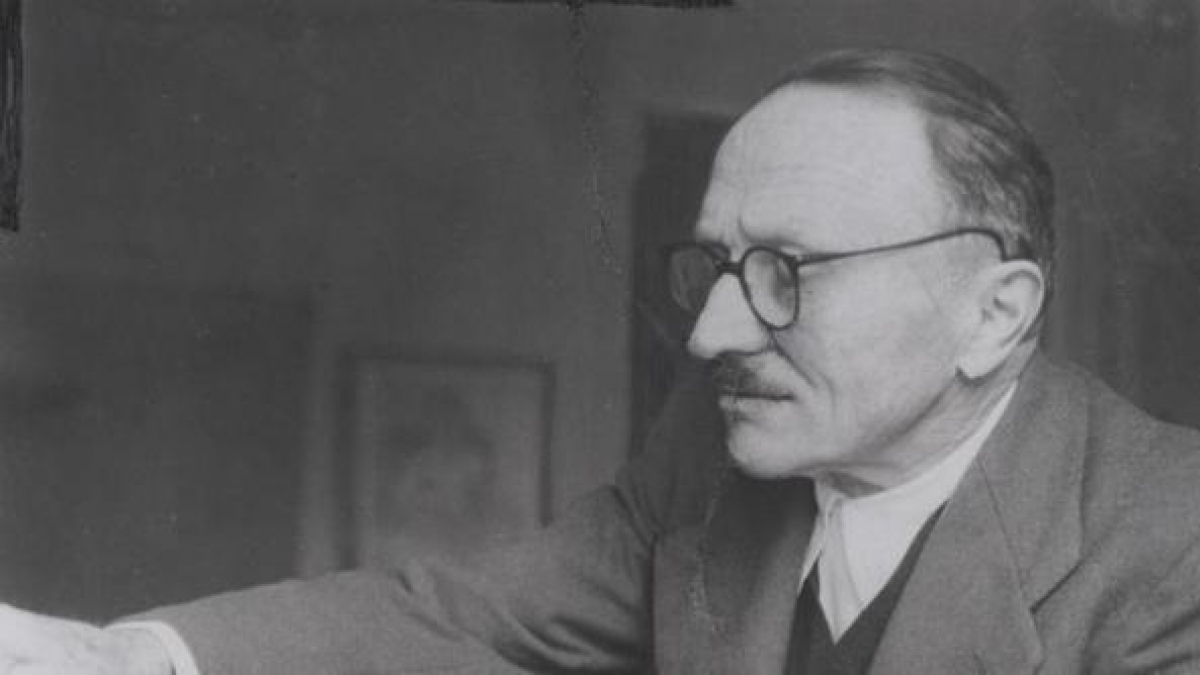
Pio Semeghini

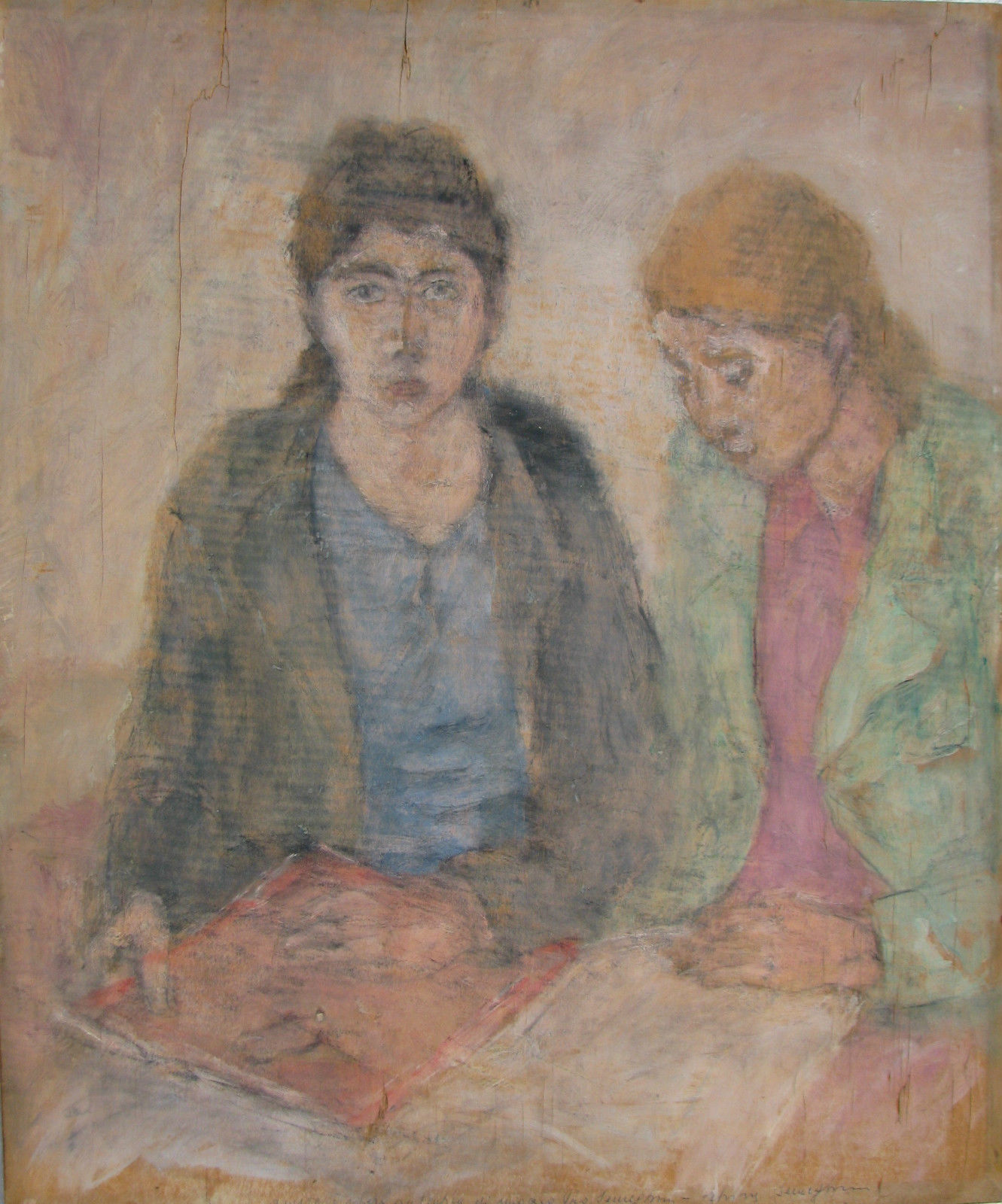
Ragazze di Burano 1939 c. 50 x 61 cm. - collezione privata

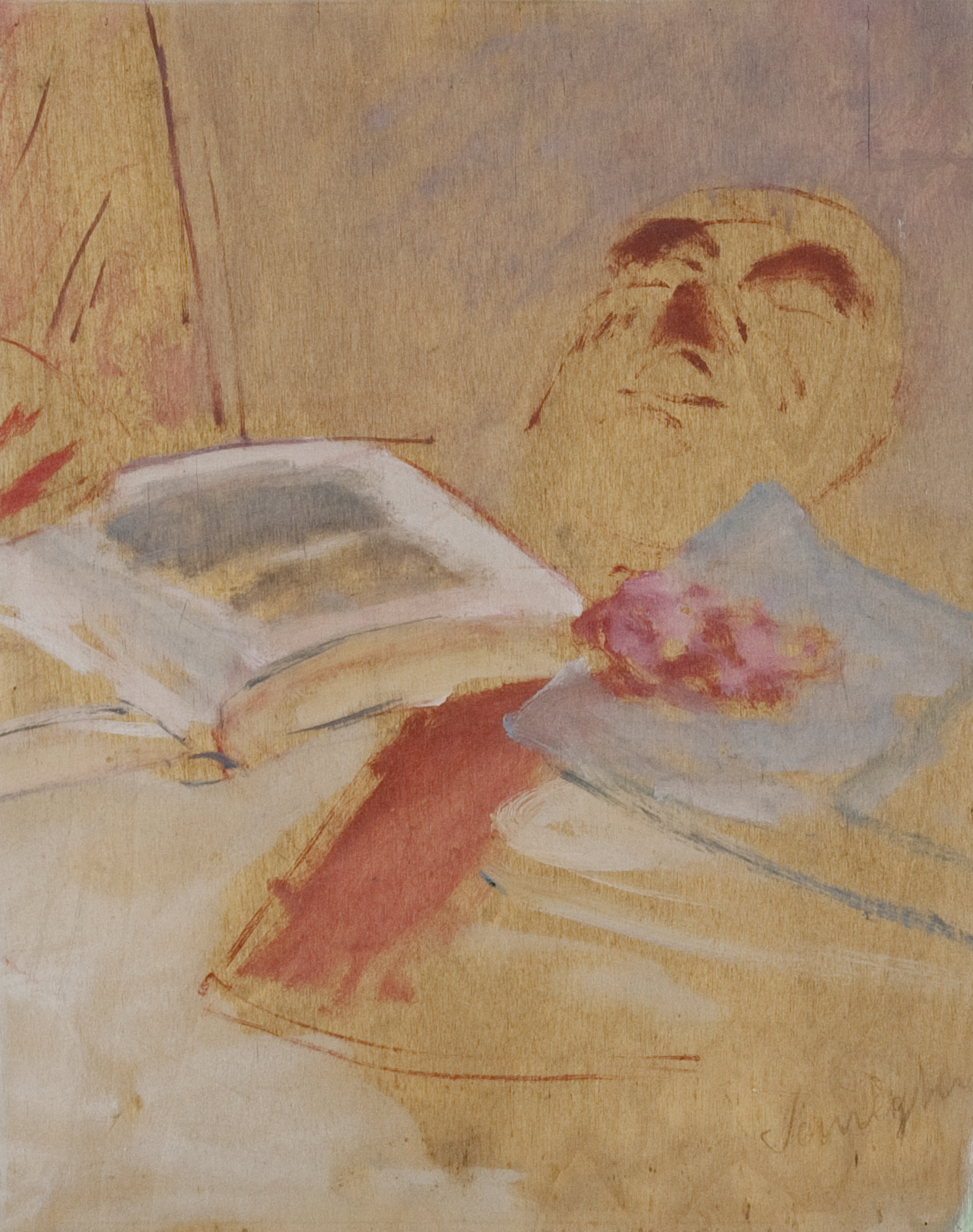
Natura morta con maschera 1931 29 x 23 cm - Collezione privata

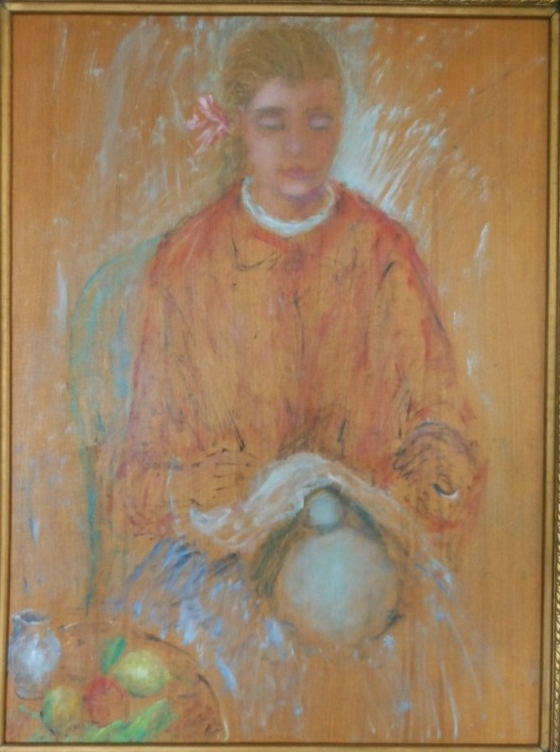
Giovane donna con giubbetto rosso 1940 c. 60 x 80 cm. - collezione privata

Sviluppa, con lo studio degli antichi maestri italiani, degli impressionisti e l'influenza dei suoi contemporanei, un personale linguaggio pittorico unico dettato da fitte velature e intense vibrazioni che, svelando la struttura pittorica dell'opera, va precorrendo l'arte informale.

## Biografia
Nasce a Bondanello di Quistello, in Provincia di Mantova, da Giuseppe Semeghini, proprietario terriero, ed Emilia Zanini, terzo di quattro fratelli.
Dopo aver frequentato l'Accademia di Belle Arti di Modena e di Firenze (senza però averne conseguito diploma), si reca nel 1899 a Parigi. Vive di lavori saltuari, frequentando assiduamente i musei della città e la numerosa comunità di artisti italiani, tra cui Filippo de Pisis, Ardengo Soffici, Gino Severini e Amedeo Modigliani. Studia i maestri impressionisti francesi (Cezanne, Renoir, Bonnard, Gauguin, Van Gogh) e i maestri italiani del rinascimento.
Probabilmente a partire dal 1902 ritorna d'estate in Italia, frequentando Burano dal 1911, dove forma con Gino Rossi, Umberto Moggioli e Arturo Martini e altri, un sodalizio artistico che verrà impropriamente chiamato la scuola di Burano.
Nel 1911 espone per la prima volta a Modena le acqueforti, i disegni e le sculture realizzate a Parigi e, nel 1913, diviene redattore corrispondente da Parigi del "Corriere Italiano".
Nell'estate 1919 espone per la prima volta suoi dipinti a Venezia, alla XI Esposizione d'Arte di Palazzo Pesaro, con un buon successo di critica.
Forma e firma nel 1920 il Manifesto del Gruppo dei Dissidenti dall'esposizione della Biennale. L'anno successivo è invitato alla Prima Biennale d'arte Romana ed espone alla Galleria Geri-Boralevi la prima mostra personale (con settantacinque dipinti). Nel 1926 partecipa per la prima volta alla Biennale Internazionale d'Arte di Venezia.
Negli anni venti affina la sua ricerca concentrando lo studio di alcuni maestri antichi (Piero della Francesca, El Greco) andando ad affinare e perfezionare il suo linguaggio pittorico unico che concilia, all'interno di una visione intimista, la teoria impressionista-futurista con la scuola pittorica italiana, creando opere sospese nel tempo che conciliano e ricollegano la visione dinamica, di retaggio impressionista e futurista con le immote opere del rinascimento italiano, fitte di velature pittoriche.
Dal 1928 al 1930 tiene i corsi di pittura all'Istituto d'Arte di Lucca e successivamente alla Scuola d'Arte di Villa Reale a Monza, dove insegnerà fino al 1939.
Nel 1931 sposa giovanissima Gianna Zavatta e si trasferisce a Verona.
Raggiunge una piena maturità artistica che lo porta all'analisi spaziale delle opere antiche: il supporto pittorico è utilizzato come parte integrante dell'opera e la stesura si fa sempre più rarefatta, l'affinamento analitico dello studio pittorico diviene struttura e, alla fine del decennio, l'opera sfuma, sui contorni, nella semplice definizione di piani.
Nel 1949-1950, Semeghini aderisce al progetto della importante collezione Verzocchi, sul tema del lavoro, inviando, oltre ad un autoritratto, l'opera "Piccola merlettaia". La collezione Verzocchi è attualmente conservata presso la Pinacoteca Civica di Forlì.
Tra la fine della guerra e gli anni cinquanta partecipò alle maggiori manifestazioni ed esposizioni artistiche in Italia e all'estero. Nel 1947 è nominato membro della commissione di accettazione della XXIV Biennale di Venezia, insieme con Nino Barbantini, Carlo Carrà, Felice Casorati, Roberto Longhi, Marino Marini, Giorgio Morandi, Carlo Ludovico Ragghianti, Domenico Varagnolo, Lionello Venturi e Rodolfo Pallucchini.
La stesura pittorica di Semeghini diviene, dalla fine degli anni '30 sempre più rarefatta, esprimendo nelle figure, nelle nature morte e nei paesaggi, un'inarrivabile liricità figurativa che, pur non abbandonando il disegno, precorre e anticipa la pittura informale. La sua influenza è infatti riscontrabile in molte opere dei Maestri del dopoguerra, si cita in particolare: Ennio Morlotti, Emilio Vedova, Afro Basaldella, Giuseppe Santomaso, Antonio Zoran Music, Virgilio Guidi, ecc.
Dal 1940 in poi un fastidioso Herpes gli impedisce di lavorare agevolmente ed è costretto a periodi prolungati di riposo.
Nel 1956 le due mostre alla Gran Guardia a Verona, alla Fondazione Bevilacqua La Masa a Venezia e alla Permanente a Milano lo consacrano alla critica e al pubblico.

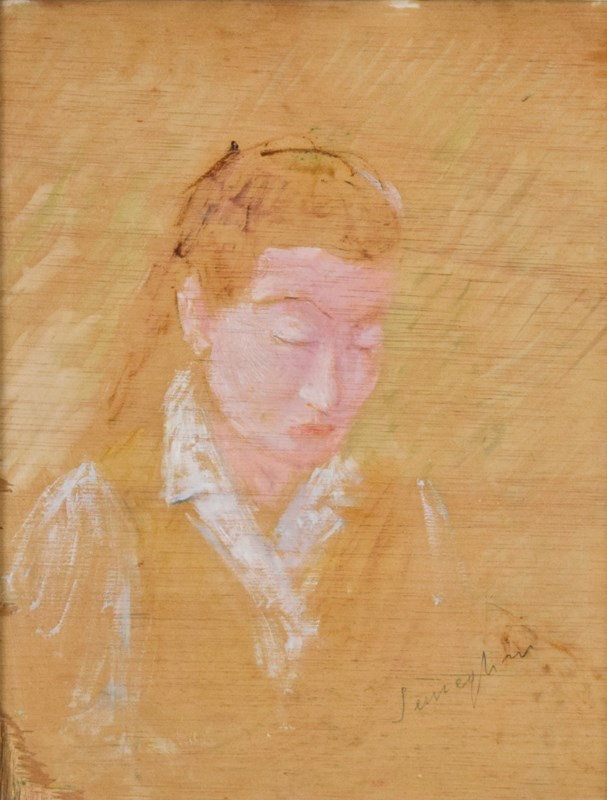
Fanciulla 1955 c. olio su tavola 30 x 24 cm. - Collezione privata

Un incidente, con lussazione dell'omero destro, occorsogli nella primavera del 1960, gli impedisce definitivamente di dipingere.
Muore d'infarto la sera dell'11 marzo 1964 a Verona.
Dopo circa un mese gli viene dedicata una mostra d'onore alla XXXII Biennale di Venezia e, l'anno successivo, una retrospettiva nell'ambito della IX Quadriennale di Roma.

## Pio Semeghini nei Musei
- Bagnacavallo (RA), Museo Civico delle Cappuccine
- Cagliari, Galleria Comunale d'Arte di Cagliari - Collezione Ingrao
- Cortina d'Ampezzo (BL) - Museo d'Arte Moderna "Mario Rimoldi"
- Fossombrone (PU), Casa Museo e Quadreria Cesarini
- Mantova, Musei Civici di Palazzo Te
- Milano, Casa-Museo Fondazione Boschi Di Stefano
- Milano, Castello Sforzesco - Raccolte Grafiche e Fotografiche
- Milano, Galleria d'Arte Moderna di Villa Reale - Collezione Vismara
- Milano, Museo del Novecento - Raccolta Bertolini
- Milano, Villa Necchi, La collezione Claudia Gian Ferrari del FAI
- Quistello (MN), Pinacoteca Comunale di Quistello
- Roma, Collezione del Palazzo del Quirinale
- Rovereto (TN) - MART Museo d'Arte Moderna e Contemporanea di Trento e Rovereto
- Torre di Mosto (VE) - MuPa - Museo del Paesaggio
- Trieste, Museo Revoltella
- Venezia, Galleria Internazionale d'Arte Moderna Cà Pesaro
- Verona, Galleria Palazzo della Ragione con la Collezione CariVerona e Domus
- Vicenza, Pinacoteca Civica Palazzo Chiericati
- Vittorio Veneto (TV), Galleria Civica Vittorio Emanuele II
- Imperia (IM), MACI Museo di Arte Contemporanea, Villa Faravelli